# 梅尼勒弗罗热
梅尼勒弗罗热（法語：Ménil-Froger，法語發音：[menil fʁɔɡe]）是法国奥恩省的一个市镇，属于阿让唐区。

## 地理
梅尼勒弗罗热（48°43'55"N, 0°16'11"E）面积5.31 平方千米，位于法国诺曼底大区奧恩省，该省份为法国西北部内陆省份，北起顺时针与卡爾瓦多斯省、厄尔省、厄尔-卢瓦省、萨尔特省、马耶讷省和芒什省接壤。
与梅尼勒弗罗热接壤的市镇（或旧市镇、城区）包括：克鲁瓦西耶、利涅尔、勒梅尼勒维孔特、圣日耳曼-德克莱尔弗耶。

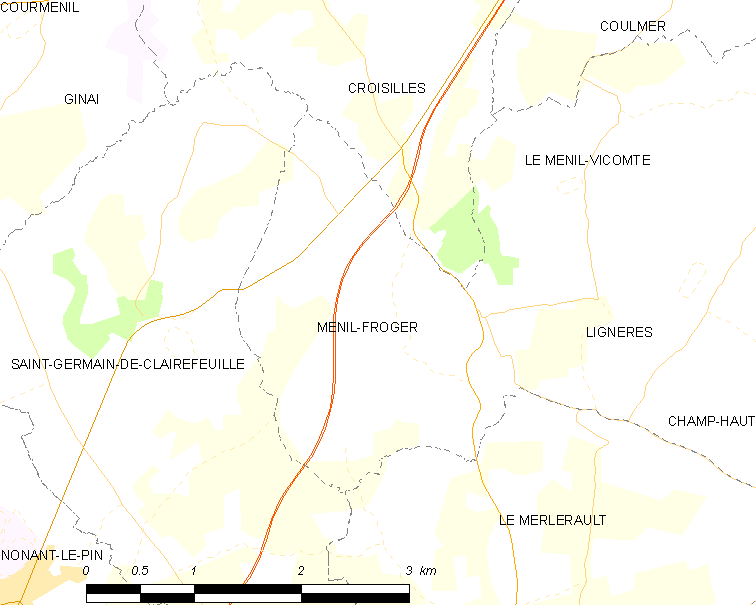
梅尼勒弗罗热的OSM定位图

梅尼勒弗罗热的时区为UTC+01:00、UTC+02:00（夏令时）。

## 行政
梅尼勒弗罗热的邮政编码为61240，INSEE市镇编码为61264。

## 政治
梅尼勒弗罗热所属的省级选区为赖村县。

## 人口

1962-2008年间梅尼勒弗罗热人口变化图示

梅尼勒弗罗热于2022年1月1日时的人口数量为62人。